# Silbermannhaus

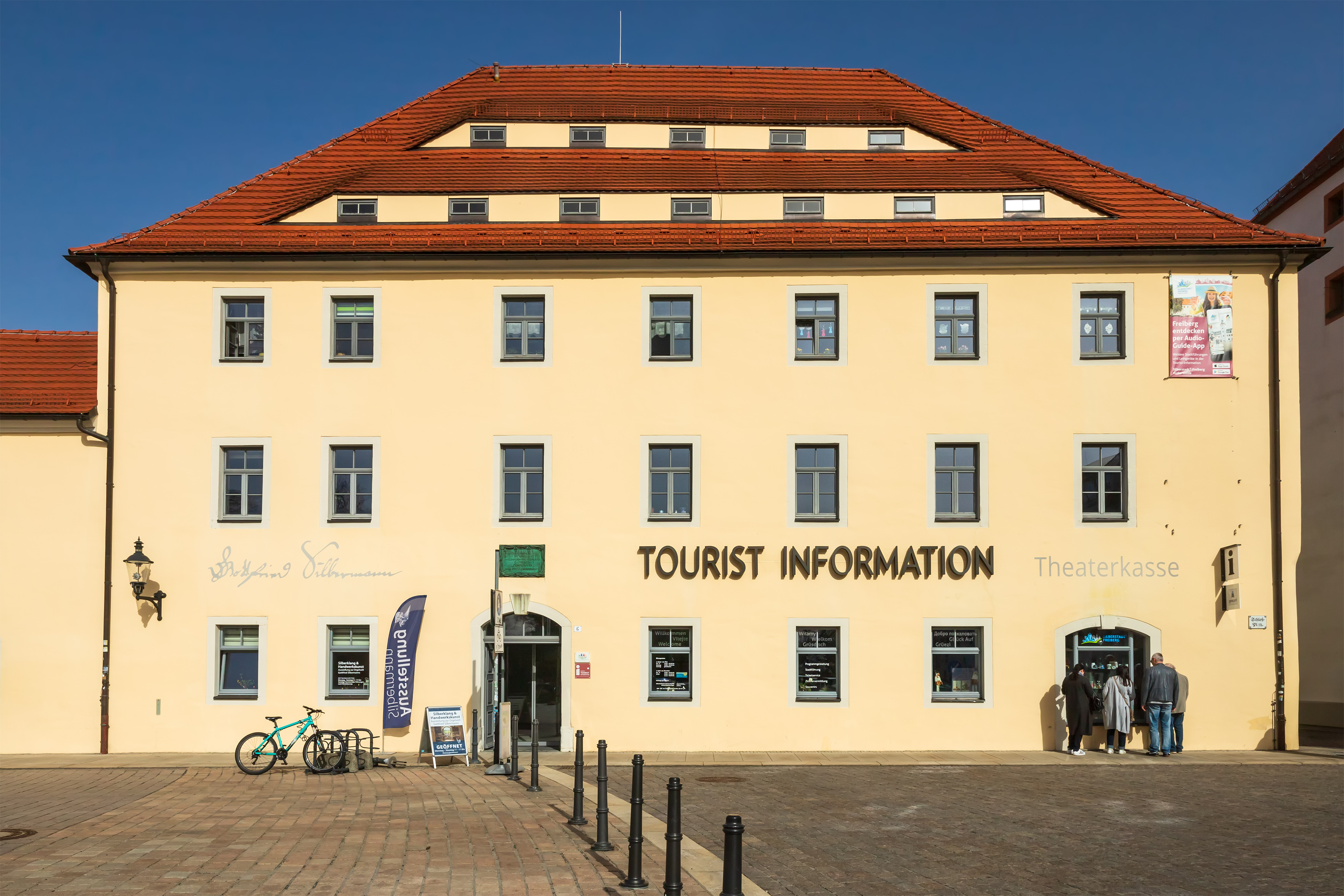
Silbermannhaus

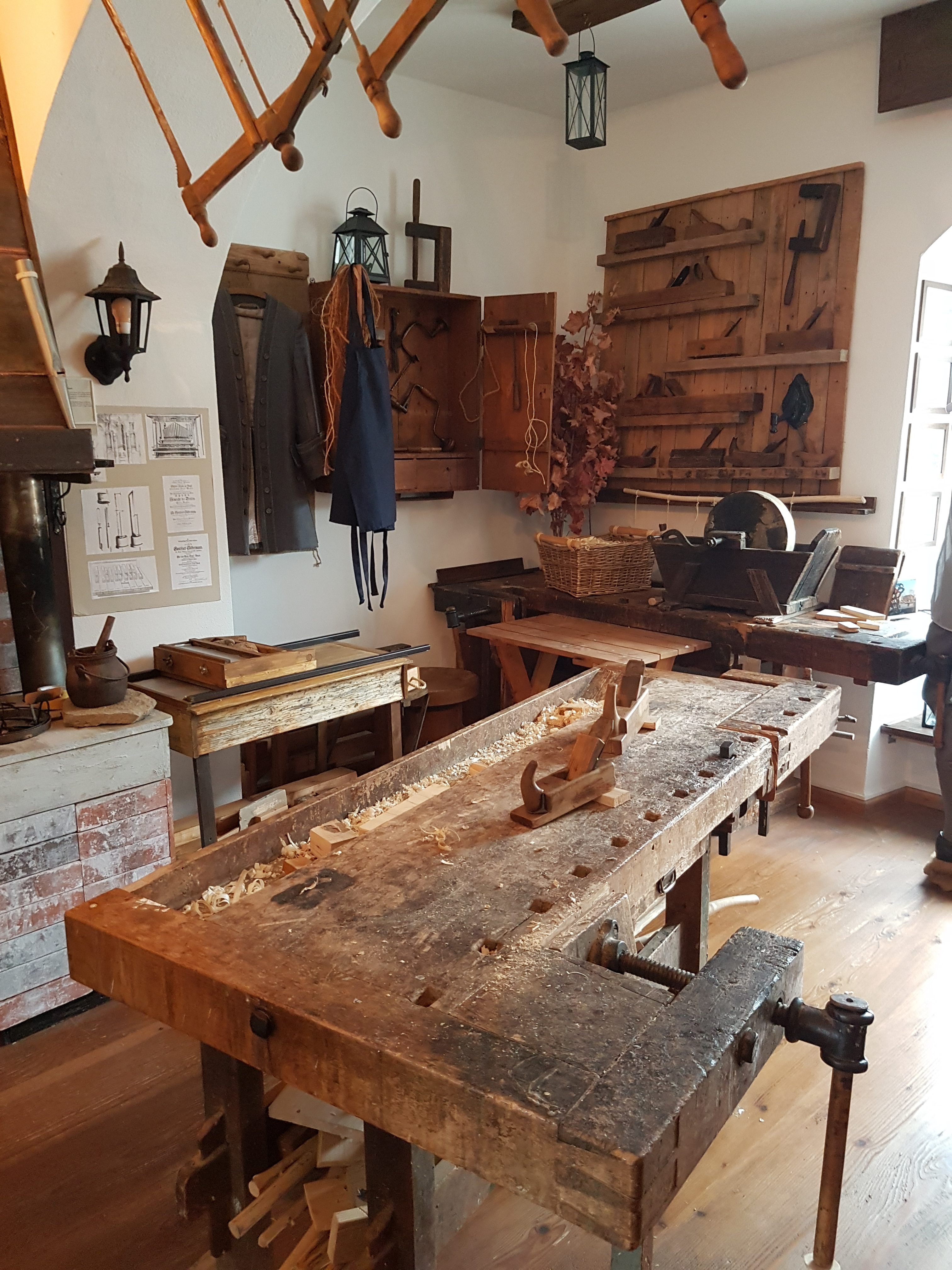
Schauwerkstatt in der Ausstellung

Das Silbermannhaus oder Reiterhaus ist ein denkmalgeschütztes Gebäude. Es beheimatet heute neben der Tourist-Information auch ein kleines Orgelmuseum mit Schauwerkstatt, welches das Leben und Wirken des Orgelbauers Gottfried Silbermann veranschaulicht. Es befindet sich am Schloßplatz 6 in Freiberg.

## Geschichte
Das Gebäude wurde 1601 von Martin Weigelt erbaut. Kurz darauf fungierte es als Sitz eines Regimentes. 1711 bot der Freiberger Rat dem damals noch unbekannten Orgelbauer Gottfried Silbermann das Gebäude als Wohn- und Arbeitsstätte an, und zwar bei freier Kost und Logis anlässlich des Neubaus der Orgel im Dom. Ab 1716 mietete Silbermann das Haus und wirkte hier bis zu seinem Tode. Danach bestand die Werkstatt noch weitere 70 Jahre. Während Silbermann das erste Stockwerk nutzte, befand sich im Erdgeschoss bis ins 19. Jahrhundert hinein eine Wache.
1830 wurde das Haus baulich stark verändert. Erhalten blieben dabei nur die Wandmalereien und ein Schlussstein von 1601. Ab 1862 änderte sich laufend der Verwendungszweck des Gebäudes, erst als Eichamt, dann als Domschule und zuletzt als Zigarrenfabrik. Danach wurde das Haus vorwiegend als Wohnhaus genutzt. Um die Jahrtausendwende wurde es erneut umfangreich saniert und für die Nutzung durch eine Bank umgebaut. 1999 bezog die Gottfried-Silbermann-Gesellschaft e. V. Geschäftsräume im Haus. 2017 wurde das vermauerte Hauptportal des Hauses wieder geöffnet und das Erdgeschoss u. a. für die neue Tourist-Information umgebaut.

## Beschreibung
Das Haus ist ein ortsbildprägender dreigeschossiger Bau mit hohem Walmdach, charakteristischen Dachhechten und Segmentbogenportal. Es ist künstlerisch, bau-, personen-, orts- und stadtentwicklungsgeschichtlich bedeutend. Im Zusammenhang mit Ensemble des Schloßplatzes ist es auch städtebaulich von Bedeutung, seit 2019 zugehörig zur Kernzone des UNESCO-Welterbes Montanregion Erzgebirge/Krušnohoří.

## Ausstellung
Die Dauerausstellung des Silbermannhauses ist in drei Räume untergliedert: In dem ersten Raum befindet sich neben erläuternden Schautafeln ein kleines spielbares Orgelmodell, mit dem auch die besondere Tretart von historischen Keilbälgen ausprobiert werden kann. Im davorliegenden Gangbereich steht die Kopie eines Silbermann-Spinettes. Über einem Monitor kann man sich mit einem Film informieren, welche handwerkstechnische Auswirkung Silbermann auf die folgenden Generationen hatte. Im dritten Raum, einem kleinen Vortragsraum, werden in einer Videoinstallation die Orte und die Beschreibung der einzelnen Orgeln von Gottfried Silbermann gezeigt. Auf der Rückseite des Raums kann jeder Besucher mittels einer virtuellen Einrichtung bereits eingespielte Orgelwerke unterschiedlich registrieren und so die unterschiedlichen Klangwirkungen auf sich wirken lassen.